# Gammarus pavo
Gammarus pavo is een vlokreeftensoort uit de familie van de Gammaridae. De wetenschappelijke naam van de soort is voor het eerst geldig gepubliceerd in 1977 door Karaman & Pinkster.
G. pavo komt voor in het centrale deel van Aziatisch Turkije. Mannetjes van de soort kunnen 17 mm groot worden. De naam pavo (latijn voor Pauw) verwijst naar de rijke 'beharing' met (seta) van de soort.